# 美女甜甜圈！！！
美女甜甜圈！！！，日本女子團體，於2006年10月30日在富士電視台的綜藝節目中結成。
2015年10月5日，於日本武道館最終演唱會上宣布全部成員於10月31日畢業解散。

## 概要
是在富士電視721的電視節目美女甜甜圈!!!中，結成的女子偶像團體。
團體名「IDOLING!!!（Idoling!!!）」是「偶像（Idol） + 進行式（ing）」和「現在以進行式成長的偶像」的意思。

## 成員
每位成員皆有編號，會以「我是美女甜甜圈○○號××××（名字）」的方式，進行自我介紹。個別成員的編號是由抽籤產生。除此之外，每位成員也有自己的代表花種。
根據加入時期的不同，成員分成一期生～五期生，2013年1月時總計有1期生3名・2期生6名・3期生3名・4期生4名・5期生4名等20名現任成員。
成立當初並未專門設立隊長一職，而以年齡最長的1號加藤「自稱隊長」。2009年3月加藤畢業之後，根據加藤的決定正式由3號遠藤擔任隊長，而6號外岡則是「二代自稱隊長」。某些成員的名字並沒有漢字表記，中文的翻譯名是參考在台灣發行的第一張專輯內所附成員介紹的翻譯。

### 一期生
2006年10月加入。加入時是有1号至9号的9名成員。
| 編號 | 中文名                                      | 代表花種 | 口號           | 参加組合                                                                       | 備註                                            |
| ---- | ------------------------------------------- | -------- | -------------- | ------------------------------------------------------------------------------ | ----------------------------------------------- |
| 6号  | 外岡好梨花 （外岡えりか / とのおか えりか） | 向日葵   | 溫和系TONCHAN  | ちびーず / 岡田村 / とんちんかん / Flavor / Hey1 キュンキュン / AKB / ときめき | - 「自称」第2代隊長 - 法政大学在学中            |
| 9号  | 横山琉璃香 （横山ルリカ / よこやま るりか） | 百合     | 修長的RURI公主 | 地方出身 / 塔's /MERSY / スタミナ丼 / メロンソーダ フリフリ / AKB / ときめき   | - 明治学院大学在学中 - 「Doll's Vox」（加入前） |

### 二期生
2008年4月加入。加入時有10号至18号的9名成員。
| 編號 | 中文名                                  | 代表花種 | 口號                                | 参加組合                                                                              | 備註                                              |
| ---- | --------------------------------------- | -------- | ----------------------------------- | ------------------------------------------------------------------------------------- | ------------------------------------------------- |
| 12号 | 河村唯 （かわむら ゆい）                | 香豌豆   | 最喜歡酸梅的UMEKO                   | 中堅 / 岡田村 / トッピング / 2期と4期 / Hey1 キュンキュン / ぷよぷよ                  | - 「こねこねこ （页面存档备份，存于）」（加入前） |
| 14号 | 酒井瞳 （さかい ひとみ）                | 地花紫丁 | 宮崎出身療傷系SAKACCHI              | 地方出身 / 塔's / とんちんかん / スタミナ丼 / Charm フリフリ / AKB / ぷよぷよ         |                                                   |
| 15号 | 朝日奈央 （あさひ なお）                | 牽牛花   | 不知NG為何物的少女名模ASAHI あさひ☆ | 中堅 / 岡田村 / とんちんかん / 2期と4期 / Hey1 キュンキュン / AKB / ぷよぷよ / 学ラン | - 前「LOVE BERRY」専屬模特兒 - Secret Girls       |
| 17号 | 三宅仁美 （三宅ひとみ / みやけ ひとみ） | 蘭花     | 外冷內熱的大小姐HI-CHAN             | 中堅 / みすずさん / 日替わり草 / Flavor / Charm ギザギザ / AKB / ときめき             | - 「ワタナベガールズ」 - 前「シューイチガール」   |

### 三期生
2009年4月加入。有19号至21号的3名成員。
| 編號 | 中文名                                  | 代表花種 | 口號                     | 参加組合                                                    | 備註 |
| ---- | --------------------------------------- | -------- | ------------------------ | ----------------------------------------------------------- | --- |
| 19号 | 橘柚里佳 （橘ゆりか / たちばな ゆりか） | 滿天星   | 琵琶湖的炸彈少女 YURIPPE | 塔's / とんちんかん / Cookie / メロンソーダ ときめき / 関西 | |
| 20号 | 大川藍 （おおかわ あい）                | 玫瑰     | 請叫我AI!!               | みすずさん / トッピング/ Flavor / Charm ときめき / 関西     | - 「PerformanceTeam U-SPEC」（加入前） - 「クランベリーズ」（加入前） - 「LPG」 - JJ專屬模特兒                                                         |
| 21号 | 橋本楓 （はしもと かえで）              | 鈴蘭     | 最年輕的KAEDECHAN        | 岡田村 / 日替わり草 / Cookie / Hey1 ぷよぷよ                | - 前「Hana★chu→」専屬模特兒「わた♡チュー」 - 「ワタナベガールズ」 - 前「LOVE BERRY」専屬模特兒 - 「ChocoLe」的隊長 - Secret Girls - 33号橋本瑠果的姐姐 |

### 四期生
2010年4月加入。加入時有22號至26號的5名成員，現在有2名在籍。
| 編號 | 中文名                   | 代表花種 | 口號                 | 参加組合                            | 備註                 |
| ---- | ------------------------ | -------- | -------------------- | ----------------------------------- | -------------------- |
| 22号 | 倉田瑠夏 （くらた るか） | 非洲菊   | 擅長舞蹈的大阪女生   | とんちんかん / 2期と4期 / Hey1 関西 |                      |
| 26号 | 尾島知佳 （おじま ちか） | 月見草   | 樂觀活潑的中學三年級 | 日替わり草 / Cookie / メロンソーダ  | - 「Girl〈s〉ACTRY」 |

### 五期生
2012年3月加入。有27号至30号的4名成員。
| 編號 | 中文名                       | 代表花種 | 口號 | 参加組合     | 備註                                                        |
| ---- | ---------------------------- | -------- | ---- | ------------ | ----------------------------------------------------------- |
| 27号 | 高橋胡桃 （たかはし くるみ） | 菖蒲     |      | Hey1         | - 「ワタナベガールズ」 - 「ChocoLe」                        |
| 28号 | 石田佳蓮 （いしだ かれん）   | 山月桂   |      | Charm        |                                                             |
| 29号 | 玉川來夢 （たまがわ らむ）   | 樹蘭     |      | メロンソーダ | - 「ワタナベガールズ」 - ピチレモン専屬模特兒 - 「ChocoLe」 |

### 美女甜甜圈NEO (六期生)
2013年8月加入。有31号至35号的5名成員。
| 編號 | 中文名                              | 代表花種 | 口號 | 参加組合 | 備註               |
| ---- | ----------------------------------- | -------- | ---- | -------- | ------------------ |
| 31号 | 古橋舞悠 （ふるはし まゆ）          | 水仙     |      |          |                    |
| 32号 | 関谷真由 （せきや まゆ）            | 緬梔花   |      |          |                    |
| 33号 | 橋本瑠果 （はしもと るか）          | 康乃馨   |      |          | - 21号橋本楓的妹妹 |
| 34号 | 佐藤麗奈 （さとう れな）            | 鳶尾     |      |          |                    |
| 35号 | 佐藤蜜雪拉倭子 （佐藤ミケーラ倭子） | 簕杜鵑   |      |          |                    |

### 前成員
| 編號  | 姓名       | 日文讀音                  | 代表花種 | 所屬時間                          |                                                                                        |
| 1期生 | 1期生      | 1期生                     | 1期生    | 1期生                             |                                                                                        |
| ----- | ---------- | ------------------------- | -------- | --------------------------------- | -------------------------------------------------------------------------------------- |
| 1號   | 加藤沙耶香 | かとう さやか             | 櫻花     | 2006年10月30日-2009年3月18日      |                                                                                        |
| 2號   | 小泉瑠美   | こいずみ るみ             | 蒲公英   | 2006年10月30日-2009年1月18日      |                                                                                        |
| 3號   | 遠藤舞     | えんどう まい             | 樁       | 2006年10月30日-2014年2月14日      |                                                                                        |
| 4號   | 江渡万里彩 | えと まりあ               | 雛菊     | 2006年10月30日-2009年3月18日      |                                                                                        |
| 5號   | 瀧口米拉   | たきぐち ミラ             | 三色菫   | 2006年10月30日-2009年3月18日      |                                                                                        |
| 7號   | 谷澤惠里香 | やざわ えりか             | 鬱金香   | 2006年10月30日-2011年12月23日     |                                                                                        |
| 8號   | FONCHI     | フォンチー                | 山芙蓉   | 2006年10月30日-2011年12月23日     |                                                                                        |
| 2期生 |            |                           |          |                                   |                                                                                        |
| 10號  | 小林麻衣愛 | こばやし まいあ           | 薰衣草   | 2008年4月7日-2008年4月15日        |                                                                                        |
| 11號  | 森田涼花   | もりた すずか             | 油菜花   | 2008年4月7日-2012年5月30日        |                                                                                        |
| 13號  | 長野せりな |                           |          |                                   |                                                                                        |
| 16號  | 菊地亞美   | きくち あみ               | 銀蓮花   | 2008年4月7日-2014年11月24日       |                                                                                        |
| 18號  | 蜜雪兒未來 | ミシェル みき             | 孔雀草   | 2008年4月7日-2009年3月18日        |                                                                                        |
| 23号  | 伊藤祐奈   | いとう ゆうな             | 雛菊     | MERSY / 2期と4期 / メロンソーダ   | - Secret Girls                                                                         |
| 24號  | 野元愛     | のもと まなみ             | 勿忘草   | 2010年4月-2012年12月31日          |                                                                                        |
| 25号  | 後藤郁     | ごとう かおる             | 睡蓮     | トッピング / Flavor / Hey1 学ラン | - 2011年4月12日因家庭的事情而暫停活動，8月27日舉辦的「TOKYO IDOL FESTIVAL 2011」復歸。 |
| 30号  | 清久羚愛   | 清久レイア /きよく れいあ | 小蒼蘭   | Charm                             | style="text-align:left;"                                                               |

### 成員所屬經紀公司
| 經紀公司                           | 成員                                               |
| ---------------------------------- | -------------------------------------------------- |
| BOX CORPORATION                    | 遠藤舞、外岡好梨花、長野瀨里菜、伊藤祐奈、石田佳蓮 |
| HORIPRO                            | 後藤郁、尾島知佳                                   |
| SMA ENTERTAINMENT                  | 酒井瞳                                             |
| PRODUCTION 尾木                    | 横山琉璃香、河村唯、清久Reia                       |
| Vision Factory                     | 朝日奈央                                           |
| LESPRO ENTERTAINMENT               | 大川藍                                             |
| BISCUIT ENTERTAINMENT （渡边娱乐） | 三宅仁美、橋本楓、高橋胡桃、玉川來夢               |
| AVEX                               | 橘柚里佳、倉田瑠夏                                 |

## 簡歷

### 創立期
2006年
- 10月舉行的（針對50位已被經紀公司簽下的偶像）試演會中，第一期的9人被選出；其中包含已經從事藝能活動一段時間的成員，以及將IDOLING!!!當作第一份正式工作的新人偶像。
- 10月30日節目正式開始
- 11月16日官方部落格"煮詰まります!!!"正式開始

2007年
- 1月10日地上波節目『美女甜甜圈!!!日記』開始播出。
- 1月24日工作人員部落格"焦げ付きます…"開始（已於2010年12月末關閉）。
- 4月25日經由網路公開的形式以歌手身分正式出道。（但在2007年4月8日起，出道曲已在富士電視台的分支網站上搶先開放下載。）
- 5月開始在『BEAUTIFUL Lady & TELEVISION』（東京新聞通信社）雜誌中專欄連載「立ち読みキンシ!!」（2009年10月號為止）。
- 7月11日，由pony canyon公司發行出道單曲"ガンバレ乙女（笑）/ friend"。
- 8月8日ニッポン放送播出了首次以美女甜甜圈為主角的廣播節目『アイドリング!!!のオールナイトニッポン。
- 9月26日以「ガチャピンムックとアイドリング!!!」的名義發行了合同單曲「ポンキッキメドレー2007」。
- 10月1日起廣播節目『アイドリング!!!のラジオリング!!!』在日本放送播出（2008年3月為止）。
- 11月4日至11月25日廣播節目『アイドリズム!!!』在横浜エフエム放送播出。
- 12月15日在品川ステラボール舉行了首次的售票演唱會「アイドリング!!! 1st Live 「もっとガンバレ乙女（笑）」」。

2008年
- 1月23日發行2nd單曲「Snow celebration/モテ期のうた」。Oricon發行首周排行第9位，是團體首次進入前10。
- 2月27日發行1st專輯「だいじなもの」。
- 3月3日播出的節目單元《春之富士電視台球體都市傳說》中，揭露了些許跡象諸如「IDOLING!!!節目將從4月開始改為一週一次錄影五集」、「同時這個四月將會有強力的新成員加入」等等。但當時包含1期生和歌迷並無法確定消息的真實與否。
- 3月6日在節目工作人員的blog中，製作人門澤清太正式公佈了將增加新成員的消息。同時，3月30日和4月6日的現場表演將是最後以一期生9人活動。同時在3月31日，門澤製作人在富士電視台網站內詳細說明了增加成員的來由和首度公佈新成員的照片、名字和年齡。
- 3月14日將官方部落格「煮詰まります!!!」集結而成的首本官方書籍『アイドリング!!!ビジュアルブログ 煮詰まります!』開始發售。

### 2期生加入
2008年
- 4月7日播出的《IDOLING!!!新成員加入SP》節目中，新成員9人首次參加錄影。自此之後成員中正式有「一期生」、「二期生」的分別。
- 5月29日，同時在節目開頭由富士電視台主播森本SAYAKA宣佈，以及門澤製作人在工作人員blog上發表，以學業和演藝事業無法兼顧為由，自即日起10號小林麻衣愛正式脫退，並退出演藝圈。[4]自此之後團體開始以17人體制活動。
- 7月官方後援會「アイドリング!!!ファン様クラブ」開始活動。
- 7月16日發行3rd單曲「告白」。主打歌"告白"為歌手木村カエラ作詞。
- 7月19日至8月31日擔任富士電視台夏季活動「お台場冒険王」的代言人。在此期間於會場進行現場表演，並在電視節目中播出。
- 11月19日發行4th單曲「「職業：偶像。」。
- 12月2日於自身節目中宣布進行「IDOLING!!!分支團體計畫」。
- 12月12日出版第一本泳裝寫真集「アイドリング!!! 1st 水着写真集 アイドリング!!! in 石垣島」（史克威爾艾尼克斯）。
- 12月17日由分支團體計劃誕生的「FURIFURI IDOLING!!!」和「GIZAGIZA IDOLING!!!」所演唱的「犯人はあなたです♡/ NA・GA・RA」發行單曲CD。

2009年
- 1月7日由分支團體計劃誕生的「KYUNKYUN IDOLING!!!」和「BANBAN IDOLING!!!」所演唱的「ベタな失恋〜渋谷に降る雪〜/遥かなるバージンロード」發行單曲CD。
- 1月18日於中野sunplaza舉行的4th live午場安可表演中正式宣佈了2號小泉瑠美的畢業消息。在同日夜公演後正式畢業。
- 2月4日發行首張泳裝DVD「アイドリング!!! in 石垣島 〜グラビアアイドルのDVDっぽくしてみましたング!!!〜」。
- 2月12日播出的《IDOLING!!!日記》中，正式發表了四位成員將在3月18日畢業的消息。在2009年3月18日於澁谷C.C.Lemon場館舉行的5th live中，四名成員正式畢業。但是在後面所述的「分組CD對抗」中勝利的加藤和江渡在畢業後仍然參加了「南方島嶼演唱會之旅」；滝口由於舞台公演不克參加。
- 3月25日播出的5th live節目結尾，公布了三期生即將加入的消息。當時僅播出了數秒的試演會畫面，成員的容貌並未公開，僅以公布個人的編號和聲音的形式作結。
- 3月27-28日於八丈島舉行了「南方島嶼演唱會之旅」。
- 4月1日以「AKB IDOLING!!!」名義發行了與AKB48合同的單曲「チューしようぜ!」。

### 3期生加入
2009年
- 4月6日播出的節目中，三名三期生正式公開並開始加入團體活動。
- 4月開始在富士電視台的球體展望室「はちたま」進行固定的現場表演「はちたまライブ」。同時開始發售官方後援會限定DVD「月刊アイドリング!!!」。
- 4月29日發行7th單曲「baby blue」。
- 7月22日發行8th單曲「無条件☆幸福」。
- 8月19日發行2nd專輯「Petit-Petit」。
- 9月23日在當天舉辦的6th live晚場結尾，宣布了2010年春天將加入4期生，以及為此將舉辦團體史上第一次的對外開放的試演會的消息。同時也宣布了並不會有成員畢業。
  - 在團體官方網站以及雜誌《De☆View》的2009年11月號上也載明選擇條件為「在2010年4月必須是中學一年級～高中三年級的女生，在2009年10月的時候必須並未加入任何藝能事務所或與之簽約」。經過2009年10月1日到11月30日的招募期間，直到12月17日的第二次審查，總共選出了15名候補成員。
- 10月1日起廣播節目『アイドリング!!!の飛び出すラジオ（嘘）』開始在スカパー!スターデジオ播出。
- 12月2日與「純愛手札4」合作組成的分支團體「TOKIMEKI IDOLING!!!」發行了9th單曲「手のひらの勇気」リリース。
- 12月16日與「魔法氣泡7」合作組成的分支團體「PUYOPUYO IDOLING!!!」發行了10th單曲「ラブマジック♡フィーバー」。

2010年
- 1月透過《BOMB》、《YOUNG GANGAN》、《週刊playboy》等雜誌實施了對候補成員的讀者投票，並於1月24日舉辦的7th live上登場。當初雖然宣布將選出8名進入最後的審查，但2月號的《YOUNG GANGAN》和《週刊playboy》登載進入最終審查的候補成員有10位。
- 1月27日發行11th單曲「S.O.W. センスオブワンダー」。
- 3月3日發行3rd專輯「SUNRISE」。
- 3月6日於吉本王子劇場舉辦的《IDOLING!!!4期生最終審查大會》上，候補成員經過歌唱、特技、吊單槓等審查項目，及包含上述三個雜誌的代表、門澤清太製作人和團體成員15人的審查評比之後，決定了4期的5位成員。根據新聞的報導，總徵選人數為約五千人[5]。

### 4期生加入
2010年
- 4月起五名四期生正式公開並開始加入團體活動。固定售票現場表演活動「品はちライブ in よしもとプリンスシアター」開始舉辦。
- 5月13日起參加富士電視台所開設的新社群網站服務「イマつぶ」。
- 5月24日起在『Samurai ELO』雑誌開始連載專欄「アイドリング!!!の本番NOW」。
- 6月1日起在『週刊アスキー』雑誌開始連載專欄「アスキー女学院アイドル部 しみつきます」。
- 6月9日發行12th單曲「目には青葉 山ホトトギス 初恋」。
- 8月4日發行13th單曲「プールサイド大作戦」。
- 8月7-8日以主辦團體名義參加「TOKYO IDOL FESTIVAL 2010 @Shinagawa」。
- 9月10日起在『MC（ミューズクリップ）』雜誌開始連載專欄「アイドリング!!!のよーし、万歳」。
- 10月15日至11月4日，與社群遊戲『やきゅとも!』期間限定合作。
- 10月18日原地上波節目《IDOLING!!!日記》改名為《IDOLING!!!》繼續播出。
- 11月23日發行14th單曲「eve」。
- 11月24日起與Yahoo!JAPAN的「網路排名2010」合作推出「新團體期待度排名」的企劃。於投票結果勝出的團體將在15th單曲「やらかいはぁと」獲得附屬歌曲的演唱機會。
- 12月6日官方導覽書籍「もっと♥アイドリング!!! 公式ガイドング!!!」開始銷售。
- 12月24日發行Blu-ray Disc「アイドリング!!!の3Dングでブルーレイング!!!」。
- 12月31日舉行首次的年終倒數演唱會「アイドリング!!! カウントダウンパーティーング!!!2010-2011」。

2011年
- 2月13日於台灣舉辦演唱活動。
- 3月2日發行15th單曲「やらかいはぁと」。Oricon發行首周排行第4位，更新自我最高記錄。
- 3月16日發行4th專輯「SISTERS」。
- 4月12日於節目、事務所官方網站以及部落格發表25號後藤郁的演藝活動暫時停止。
- 7月27日發行16th單曲「Don't think. Feel !!!」。Oricon發行首周排行第3位，更新自我最高記錄。
- 8月17日於節目官方網站發表演藝活動休止中的後藤將於8月27日起舉辦的「TOKYO IDOL FESTIVAL 2011」起恢復團體活動。
- 10月1日起在官方網站公告以及富士電視台ONE、TWO播放廣告，宣布進行5期成員募集。
- 12月11日在官方網站宣布7號谷澤恵里香以及8號FONCHI將於12月23日畢業。

2012年
- 1月18日發行17th單曲「MAMORE!!!」。Oricon發行首周排行第2位，更新自我最高記錄。

### 5期生加入
2012年
- 3月2日四名五期生正式公開並開始加入團體活動。
- 5月4日在富士電視台地上波播出的節目以及官方網站上宣布了11號森田涼花將於5月30日畢業。
- 8月8日發行18th單曲「One Up!!!/苺牛乳」。
- 12月26日突然在官方網站以及HORIPRO經紀公司網站宣布24號野元愛將在12月底因為家庭以及自身因素畢業。

2013年
- 1月18日舉辦了包含所有畢業成員的一期生演出活動「約束之日」。節目內敘述了將2008年預訂的播出內容具體在五年後實現的經緯。

### NEO期生加入
2014年
- 2月14日在Zepp DiverCity公演後，3號遠藤舞因為個人及自身因素畢業。

### 宣布解散
2015年10月5日，於日本武道館舉辦「15th LIVE ング!!!ング!!!祭りだ!!! ～良きところで武道館グ!!!」最終演唱會，宣布全部成員於10月31日畢業解散，並於解散前一日10月30日舉行歌迷後援會解散儀式。

## 分支組合
從2期生加入之後，隨著人數的增加和根據活動和企畫的不同，各種較少人數的小團體隨之而成立。

### 活動專屬小團體
《御台場學園2008～文化祭～》是第一次嘗試將成員分成三組小團體；在同年的《夏日御台場冒險王》開始實行三組輪流每日在活動現場進行live。此時每個小團體也有了正式名稱，並在live現場販賣各小團體成員設計的T恤。自此之後，由於《IDOLING!!!日記》擴大播出的地區而增加的地方表演或學園祭，原則上是以小團體為單位進行。

#### 2008年
TEAM地方出身
加藤、江渡、横山、酒井、菊地
TEAM CHIBI-ZU（ちびーず）
小泉、外岡、谷澤、森田、長野、MICHELLE
TEAM中堅
遠藤、滝口、FONCHI、河村、朝日、三宅

#### 2009年
TEAM 塔's (Tower's)
FONCHI、横山、酒井、菊地、橘
TEAM 日本岡田村
外岡、森田、河村、朝日、橋本
TEAM MisuzuSan（みすずさん）
遠藤、谷澤、長野、三宅、大川

#### 2010年
TEAM 每日更換草
森田、遠藤、三宅、橋本、尾島
TEAM TonChinKan!!!
酒井、外岡、朝日、橘、倉田
TEAM MERSY
横山、谷澤、長野、伊藤、野元
TEAM Topping
FONCHI、河村、菊地、大川、後藤

#### 2011年
TEAM Cookie
遠藤、菊地、橘、橋本、尾島
TEAM Flavor
外岡、谷澤、三宅、大川、後藤
TEAM STAMINA丼
FONCHI、横山、長野、酒井、野元
TEAM 2期與4期
森田、河村、朝日、倉田、伊藤

#### 2012年
TEAM Charm
遠藤、酒井、三宅、大川、野元、石田、清久
TEAM Hey1
外岡、河村、朝日、橋本、倉田、後藤、高橋
TEAM Melon Soda
横山、長野、菊地、橘、伊藤、尾島、玉川

### IDOLING!!!分支團體計畫
在2008年12月2日的節目中，發表了四個分支團體將發行CD，以及團體間將進行ORICON排名順位的競賽。勝利的團體將得到南方島嶼演唱會之旅的機會，而落敗的團體將可能會有「悲慘的事」發生在身上。
FURIFURI IDOLING!!!（フリフリアイドリング!!!）
遠藤、横山、森田、酒井
GIZAGIZA IDOLING!!!（ギザギザアイドリング!!!）
小泉、FONCHI、三宅、MICHELLE
KYUNKYUN IDOLING!!!（キュンキュンアイドリング!!!）
外岡、谷澤、河村、朝日
BANBAN IDOLING!!!（バンバンアイドリング!!!）
加藤、江渡、滝口、長野、菊地
結果FURIFURI/GIZAGIZA初登場10位、KYUNKYUN/BANBAN初登場6位。在2009年1月20日的節目中，發表了由KYUNKYUN/BANBAN進行「南方島嶼演唱會之旅」，而FURIFURI/GIZAGIZA成員將到節目導播森洋介的家中大掃除。

### 電腦遊戲合作計畫
2009年12月，團體和KONAMI的「純愛手札4」以及SEGA的「魔法氣泡7」兩款遊戲合作而組成了兩個小分支團體，各自發行CD並參加了諸如東京電玩展、訪問遊戲公司等等活動。
TOKIMEKI IDOLING!!!（ときめきアイドリング!!!）
遠藤、外岡、横山、森田、三宅、橘、大川
PUYOPUYO IDOLING!!!（ぷよぷよアイドリング!!!）
河村、谷澤、FONCHI、長野、酒井、朝日、菊地、橋本

### 新團體期待度排名
與Yahoo!JAPAN的「網路排名2010」合作推出「新團體期待度排名」的企劃。於投票結果勝出的團體將在15th單曲「やらかいはぁと」獲得附屬歌曲的演唱機會。
投票結果在27,409票中獲得最多票的為Team學生服。
提名小團體為以下所列
| No. | 團體名          | 成員         |
| --- | --------------- | ------------ |
| 1   | Team 獨生女     | 遠藤、橘     |
| 2   | Team OGI        | 横山、河村   |
| 3   | Team BOX        | 外岡、長野   |
| 4   | Team 躲避球因縁 | 森田、野元   |
| 5   | Team 大相撲     | 大川、尾島   |
| 6   | Team 學生服     | 朝日、後藤   |
| 7   | Team 東西兩横綱 | FONCHI、酒井 |
| 8   | Team 二‧十‧歲   | 谷澤、菊地   |
| 9   | Team 大小姐     | 三宅、伊藤   |
| 10  | Team 最年少     | 橋本、倉田   |

## 作品

### 單曲
| 張 | 名稱                                     | 發售日         | 最高週間順位 | 販賣形式                        | No:                                         | 形式                                                         |
| -- | ---------------------------------------- | -------------- | ------------ | ------------------------------- | ------------------------------------------- | ------------------------------------------------------------ |
| 1  | 加油少女（笑）/friend                    | 2007年7月11日  | 13位         | CD CD+DVD                       | PCCA-02459 PCCA-02458                       | 通常盤 初回限定盤                                            |
| 2  | Snow celebration/受歡迎的時候歌          | 2008年1月23日  | 9位          | CD CD+DVD                       | PCCA-02607 PCCA-02606                       | 通常盤 初回限定盤                                            |
| 3  | 告白                                     | 2008年7月16日  | 9位          | CD CD+DVD                       | PCCA-02703 PCCA-02702                       | 通常盤 初回限定盤                                            |
| 4  | 「職業：偶像。」                         | 2008年11月19日 | 5位          | CD CD+DVD                       | PCCA-02783 PCCA-02782                       | 通常盤 初回限定盤                                            |
| 5  | 你就是犯人♡ /NA・GA・RA                  | 2008年12月17日 | 16位         | CD                              | PCCA-02803                                  | 通常盤 フリフリアイドリング!!! / ギザギザアイドリング!!!     |
| 6  | 普通的失戀〜澁谷下的雪〜 /遙遠的處女之路 | 2009年1月7日   | 7位          | CD                              | PCCA-02804                                  | 通常盤 キュンキュンアイドリング!!! / バンバンアイドリング!!! |
| 7  | baby blue                                | 2009年4月29日  | 10位         | CD CD+DVD                       | PCCA-02925 PCCA-02924                       | 通常盤 初回限定盤                                            |
| 8  | 無條件☆幸福                              | 2009年7月22日  | 5位          | CD CD+DVD                       | PCCA-02965 PCCA-02963 PCCA-02964            | 通常盤 初回限定盤A 初回限定盤B                               |
| 9  | 手心的勇氣                               | 2009年12月2日  | 17位         | CD                              | PCCA-70262                                  | 通常盤 ときめきアイドリング!!!                               |
| 10 | 愛之魔術                                 | 2009年12月16日 | 10位         | CD                              | PCCA-70263                                  | 通常盤 ぷよぷよアイドリング!!!                               |
| 11 | S.O.W. Sense of Wonder                   | 2010年1月27日  | 6位          | CD CD+DVD                       | PCCA-03096 PCCA-03094 PCCA-03095            | 通常盤 初回限定盤 FT盤                                       |
| 12 | 眼前青葉 山杜鵑 初戀                     | 2010年6月9日   | 6位          | CD CD+DVD CD+QTカード           | PCCA-03169 PCCA-03167 PCCA-03168            | 通常盤 初回限定盤A 初回限定盤B                               |
| 13 | 游泳池邊大作戰                           | 2010年8月4日   | 7位          | CD CD+DVD CD+QTカード           | PCCA-03218 PCCA-03216 PCCA-03217            | 通常盤 初回限定盤A 初回限定盤B                               |
| 14 | eve                                      | 2010年11月23日 | 5位          | CD CD+DVD CD+QTカード           | PCCA-03302 PCCA-03300 PCCA-03301            | 通常盤 初回限定盤A 初回限定盤B                               |
| 15 | 柔軟的心                                 | 2011年3月2日   | 4位          | CD CD+DVD CD+QTカード           | PCCA-03346 PCCA-03344 PCCA-03345            | 通常盤 初回限定盤A 初回限定盤B                               |
| 16 | Don't think. Feel !!!                    | 2011年7月27日  | 3位          | CD CD+DVD                       | PCCA-03443 PCCA-03441 PCCA-03442            | 通常盤 初回限定盤A 初回限定盤B                               |
| 17 | MAMORE!!!                                | 2012年1月18日  | 2位          | CD CD+DVD CD+BD CD+フォトブック | PCCA-70314 PCCA-03511 PCCA-03512 PCCA-03513 | 通常盤 初回限定盤A 初回限定盤B 初回限定盤C                   |
| 18 | One Up!!!／苺牛乳                        | 2012年8月8日   | 4位          | CD CD+DVD CD+BD                 | PCCA-70335 PCCA-03631 PCCA-03632            | 通常盤 初回限定盤A 初回限定盤B                               |
| 19 | さくらサンキュー                         | 2013年2月13日  | TBA          | CD CD+DVD CD+BD                 | PCCA-70359 PCCA-03770 PCCA-03771            | 通常盤 初回限定盤A 初回限定盤B                               |

### 專輯
| 張 | 名稱         | 發售日        | 最高週間順位 | 販賣形式               | No:                              | 形式                                 |
| -- | ------------ | ------------- | ------------ | ---------------------- | -------------------------------- | ------------------------------------ |
| 1  | 最重要的寶物 | 2008年2月27日 | 16位         | CD CD+DVD              | PCCA-02626 PCCA-02625            | 通常盤 初回限定盤                    |
| 2  | Petit-Petit  | 2009年8月19日 | 17位         | CD CD+DVD              | PCCA-02984 PCCA-02982 PCCA-02983 | ロープライス プレミアム スタンダード |
| 3  | SUNRISE      | 2010年3月3日  | 14位         | CD CD+DVD              | PCCA-03108 PCCA-03106 PCCA-03107 | ロープライス プレミアム スタンダード |
| 4  | SISTERS      | 2011年3月16日 | 17位         | CD CD+DVD CD+PHOTOBOOK | PCCA-03362 PCCA-03360 PCCA-03361 | 通常盤 初回限定盤A 初回限定盤B       |

### 合輯單曲
| 名稱             | 名義                                               | 發售日                                   | 販賣形式                       | No:                              | 備考                                            |
| ---------------- | -------------------------------------------------- | ---------------------------------------- | ------------------------------ | -------------------------------- | ----------------------------------------------- |
| PONKIKKI組曲2007 | ガチャピン・ムックとアイドリング!!!                | 2007年9月26日                            | CD                             | PCCA-70203                       |                                                 |
| 啾一個！         | AKB IDOLING!!!                                     | 2009年4月1日                             | 通常盤 初回限定盤A 初回限定盤B | PCCA-02874 PCCA-02872 PCCA-02873 | 和AKB48合作                                     |
| 少女不安定       | 伊藤一朗&IDOLING!!!                                | 2009年8月5日                             | CD CD+DVD                      | AVCD-23927 AVCD-23926            | 『DIVERSITY』に収録                             |
| Big in Japan     | MARTIN SOLVEIG featuring Dragonette and Idoling!!! | 2011年6月6日 2011年9月7日 2011年10月26日 | CD（法國等） CD（日本盤） 配信 | KCCD-450                         | 『スマッシュ』中收錄 配信限定的單曲・專輯未收錄 |

### DVD
1. IDOLING!!! Live@Shinagawa STELLA BALL（2008年6月18日）
2. IDOLING!!! Live@ShibuyaAX（2008年6月18日）
3. IDOLING!!! in 冒險王 Final 〜uRaのウラまで密着ング!!!〜（2008年10月31日）
4. IDOLING!!! 3rd LIVE 決めるならこの夏っスング!!! 2008.07.05 at ZEPP TOKYO（2009年1月14日）
5. IDOLING!!! in 石垣島 〜グラビアアイドルっぽく映しちゃったング!!!〜（2009年2月4日）
6. IDOLING!!! MUSIC VIDEO COLLECTION 2007-2009　そこそこたまったんで出しちゃいますング!!!（2009年3月18日）
7. IDOLING!!! in 石垣島 〜アイドルっぽくないuRaの部分もみせちゃうング!!!〜（2009年3月18日）
8. IDOLING!!! 4th LIVE 〜何かが起こる予感が...ング!!!〜（2009年6月24日）
9. IDOLING!!! 卒業LIVE 〜新たなる旅立ちング!!!〜（2009年7月1日）
10. IDOLING!!! in 御台場合眾國 〜uRaのウラまで密着ング!!!〜（2009年10月21日）
11. IDOLING!!! in 沖繩 萬座BEACH 〜グラビアアイドルのDVDってここまでやらないんじゃ...ング!!!〜（2009年11月18日）
12. IDOLING!!! HACHITAMA LIVE '09 SPRING（2009年12月25日）
13. IDOLING!!! in 沖繩 萬座BEACH 〜アイドルっぽくないuRaの部分までまたまた見せちゃうング!!!〜（2010年2月17日）
14. 吉本王子劇場開幕紀念LIVE 6 DAYS 人氣藝人vsIDOL（2010年3月24日）
15. 吉本王子劇場開幕紀念LIVE 6 DAYS 吉本新喜劇with IDOL（2010年3月24日）
16. IDOLING!!! 6th LIVE 〜やーっ! おーっ!! ング!!!〜（2010年4月21日）
17. IDOLING!!! HACHITAMA LIVE Autumn to Christmas（2010年5月19日）
18. IDOLING!!! 7th LIVE 〜人生=修行ナリング!!!〜（2010年7月17日）
19. IDOLING!!! HACHITAMA LIVE '10 Winter & Audition（2010年9月1日）
20. IDOLING!!! in 沖繩 萬座BEACH 2010 〜グラビアアイドルのDVDっぽいですけど体を張ってやってますング!!〜（2010年10月13日）
21. IDOLING!!! 8th LIVE 〜この気持ちは そうだ あれだ 恋なんでしょうング!!!〜（2010年11月17日）
22. IDOLING!!! in 沖繩 萬座BEACH 2010 〜アイドルっぽくないuRaのウラのウラまで見せちゃうング!!! URAHHH!〜（2010年12月1日）

### 節目DVD
1. IDOLING!!! Season1 DVD BOX（2008年6月27日）
2. IDOLING!!! Season2 DVD BOX（2008年11月28日）
3. IDOLING!!! Season3 DVD BOX（2009年4月15日）
4. IDOLING!!! Season4 DVD BOX（2009年9月2日）
5. IDOLING!!! Season5 DVD BOX（2010年3月17日）
6. IDOLING!!! Season6 DVD BOX（2010年6月16日）
7. IDOLING!!! Season7 DVD BOX（2010年10月29日）
8. IDOLING!!! Season8 DVD BOX（2010年12月15日）

### 限定發售映像
1. 御台場冒險王FINAL限定版 IDOLING!!!夏休みング!!!～朝から昼編～（2008年7月28日）
2. 御台場冒險王FINAL限定版 IDOLING!!!夏休みング!!!～昼から夜編～（2008年7月28日）
3. 御台場合眾國 限定版 IDOLING!!!の夏休みング!!!2009 Part1（2009年7月27日）
4. 御台場合眾國 限定版 IDOLING!!!の夏休みング!!!2009 Part2（2009年7月27日）
5. 御台場合眾國 限定版 IDOLING!!!の夏休みング!!!2009 Part3 恐怖の実話怪談... アイドリング耳袋!!! これはガチです。（2009年8月11日）
6. 御台場合眾國 限定版 IDOLING!!!の夏休みング!!!2009 Part4 恐怖の実話怪談... アイドリング耳袋!!! これはガチです。（2009年8月11日）
7. 御台場合眾國 限定版 IDOLING!!!の夏休みング!!!2010 Part1（2010年7月17日）
8. 御台場合眾國 限定版 IDOLING!!!の夏休みング!!!2010 Part2（2010年7月17日）
9. 御台場合眾國 限定版 IDOLING!!!の夏休みング!!!2010 Part3 まじ泣きメンバー続出... アイドリング!!!肝だめしング!!!（2010年8月14日）
10. 御台場合眾國 限定版 IDOLING!!!の夏休みング!!!2010 Part4 まじ泣きメンバー続出... アイドリング!!!肝だめしング!!!（2010年8月14日）

### 歌迷會限定發售映像
1. 月刊IDOLING!!!（2009年4月～2010年3月，2010年6月～）

### 書籍
1. IDOLING!!! VISUAL BLOG 煮詰まります!（2008年3月14日）
2. IDOLING!!! LIVE2008 "だいじなもの"（2008年6月4日）
3. IDOLING!!! 1st 泳裝寫真集 IDOLING!!! in 石垣島（2008年12月12日）
4. IDOLING!!! 2nd 泳裝寫真集 IDOLING!!! 御一行様（2009年8月28日）
5. IDOLING!!! 3rd 泳裝寫真集 IDOLING!!! さん（2010年10月1日）
6. MOTTO♥IDOLING!!! 公式ガイドング!!!（2010年12月6日）

## 外部連結
- （日語）IDOLING!!!富士電視台官方網站 （页面存档备份，存于）
- （日語）IDOLING!!!官方網誌 （页面存档备份，存于）
- （日語）IDOLING!!!官方微網誌
- （日語）IDOLING!!!工作人員twitter （页面存档备份，存于）
- （日語）IDOLING!!!門澤製作人的微網誌